# Mannville
Mannville es un pueblo canadiense situado en la provincia de Alberta.

## Superficie
Mannville tiene una superficie de 1,64 km².

## Demografía
En 2021, tenía 765 habitantes, una densidad poblacional de 466,3 hab./km², y 397 viviendas.